# Flegmatyk
Flegmatyk (gr. φλέγμα – śluz) – jeden z temperamentów wyróżnianych w teorii humoralnej. Wiązany był z przewagą wpływu śluzu na typ konstytucyjny człowieka. Wraz z rozwojem teorii humoralnej od starożytności do średniowiecza i wyróżnianego w niej podziału na cztery elementy, jako kolejne powiązania podawano starość, zimę, wodę (jako jeden z żywiołów), mózg, wieczór, biel, smak słony. Astrologicznym skojarzeniem były Ryby, Wodnik, Koziorożec i Księżyc. Podobnie jak w przypadku śluzu, miały mu odpowiadać cechy zimna i wilgoci.
Flegmatyków opisywano jako osoby nieporywcze i mało emocjonalne, natomiast konsekwentne w uczuciach i wytrwałe w działaniu.
Pojęcie czterech temperamentów utrzymywało się protonauce i wczesnej nauce przez stulecia. Johann Caspar Lavater w swojej fizjonomice zakładał, że flegmatyka można rozpoznać po kształcie głowy i rysach twarzy, które miały być mało napięte. W typologii układu nerwowego Iwana Pawłowa flegmatyków miał cechować typ silny, zrównoważony i niezbyt ruchliwy.